# Nikola (serie televisiva)
Nikola  è una serie televisiva tedesca ideata da Ken Cinnamon e Karen Wengrod, prodotta da Sony Pictures e trasmessa dal 1997 al 2005 dall'emittente RTL Television. Protagonisti della serie sono Mariele Millowitsch e Walter Sittler; altri interpreti principali sono Oliver Reinhard, Eric Benz, Friederike Grasshoff, Kerstin Thielemann, Roland Jankowsky, Alexander Schottky e Jenny Elvers.
La serie si compone di 9 stagioni, per un totale di 110 episodi, della durata di 25 minuti ciascuno, più un episodio speciale.. Il primo episodio, intitolato Alles neu..., fu trasmesso in prima visione il 12 settembre 1997; l'ultimo, intitolato Das Ende (in due parti), fu trasmesso in prima visione il 16 dicembre 2005.

## Trama
Dopo il divorzio dal marito, Nikola Vollendorf si trasferisce con i due figli Eric e Stephanie a Colonia. Nella città della Renania-Vestfalia, trova lavoro come infermiera presso la Rheintalklinik, dove deve scontrarsi quotidianamente con lo scorbutico primario, il Dottor Robert Schmidt, che si ritiene il miglior medico del mondo.

## Episodi
| Stagione         | Puntate | Prima TV Germania | Prima TV Italia |
| ---------------- | ------- | ----------------- | --------------- |
| Prima stagione   | 1997    | 13                | inedita         |
| Seconda stagione | 1998    | 6                 | inedita         |
| Terza stagione   | 1999    | 13                | inedita         |
| Quarta stagione  | 2000    | 13                | inedita         |
| Quinta stagione  | 2001    | 13                | inedita         |
| Sesta stagione   | 2002    | 13                | inedita         |
| Sesta stagione   | 2003    | 13                | inedita         |
| Ottava stagione  | 2004    | 13                | inedita         |
| Nona stagione    | 2005    | 13                | inedita         |